# الڤبة

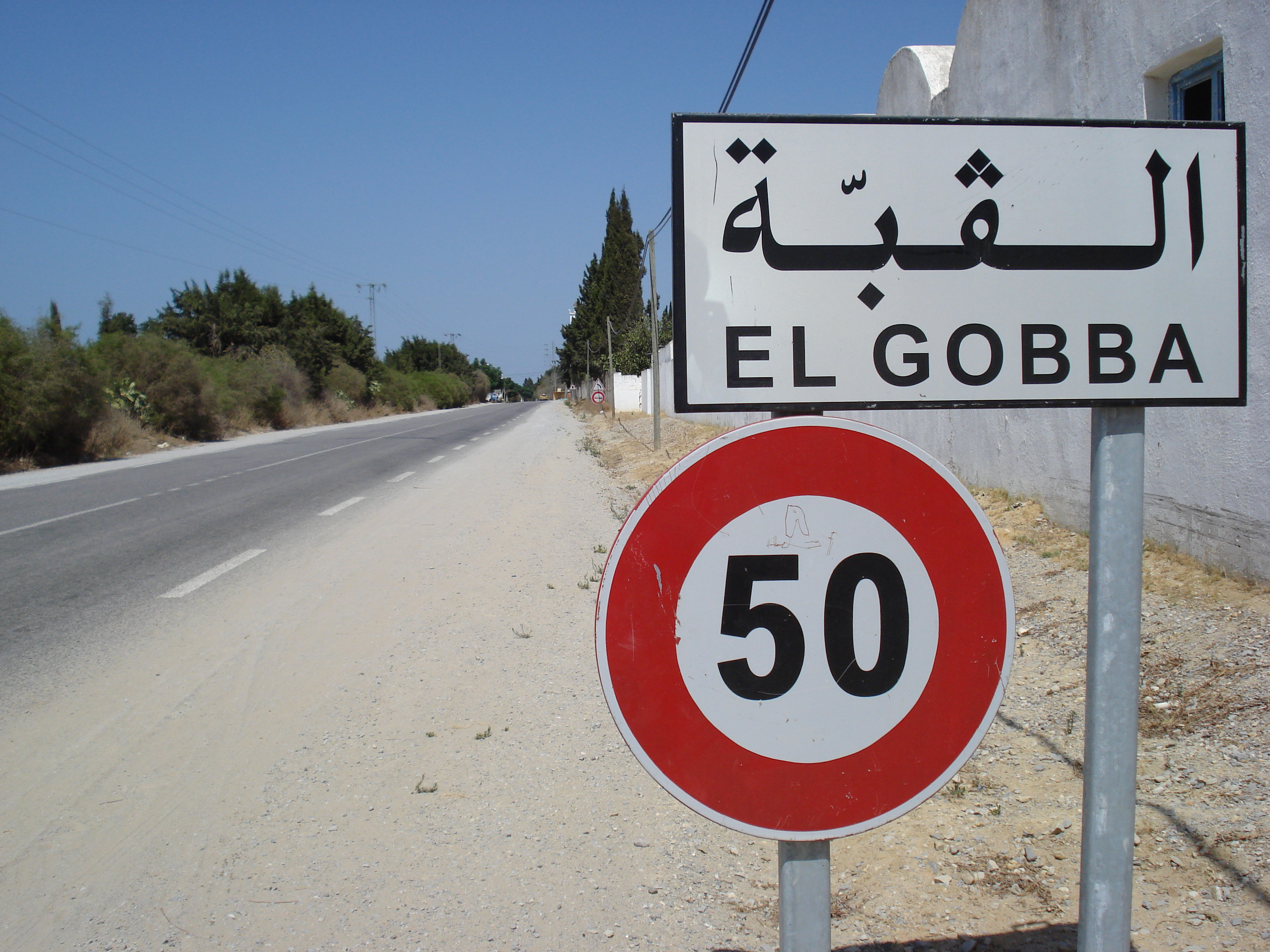
مدخل قرية الڤبة

الڤُبّة قرية تونسية تقع في ولاية نابل.